# Trinity The Tuck
 (février 2019).
Si vous disposez d'ouvrages ou d'articles de référence ou si vous connaissez des sites web de qualité traitant du thème abordé ici, merci de compléter l'article en donnant les références utiles à sa vérifiabilité et en les liant à la section « Notes et références ».
Trinity The Tuck, est une drag queen américaine, principalement connue pour avoir participé à la neuvième saison de RuPaul's Drag Race et à la quatrième et septième saison de RuPaul's Drag Race : All Stars. Pendant la saison 9 de RuPaul's Drag Race, Trinity est connue sous le nom de Trinity Taylor, mais son nom de scène change au début de la saison 4 de RuPaul's Drag Race: All Stars, elle est connue maintenant et seulement sous le nom de Trinity The Tuck.

## Jeunesse
Elle naît le 10 décembre 1984 à Birmingham, dans l'Alabama. Peu après sa naissance, elle est élevée par ses grands-parents après la mort de sa mère, des suites du VIH. Sa drag mother est Jordan Kennedy.

## Carrière
Trinity est nommée Miss Pulse par la boîte de nuit LGBT Pulse en 2011. Elle gagne de nombreux concours de beauté, comme celui du National Entertainer of the year — contre Alyssa Edwards — en 2014 ou Miss National Renaissance en 2016. Elle a également voyagé dans le monde entier en tant que danseur pour Erasure.
En février 2017, Trinity est annoncée comme l'une des quatorze candidates de la neuvième saison de RuPaul's Drag Race. Elle gagne trois défis pendant la compétition, dans les troisième, septième et dixième épisodes. Trinity arrive dans le top 4 et perd le lip-sync contre Peppermint sur la chanson Stronger de Britney Spears.
Le 9 novembre 2018, Trinity est annoncée comme l'une des candidates de la quatrième saison de RuPaul's Drag Race: All Stars, qu'elle remporte ex æquo avec Monét X Change. Elle se nomme Trinity The Tuck plutôt que Trinity Taylor. Après sa participation à All Stars, Trinity est interviewée par Vogue pour avoir rendu hommage à une célèbre robe Prada portée par Sarah Paulson. L'actrice a remercié publiquement Trinity pour cet honneur sur plusieurs de ses réseaux sociaux.

### Musique
Pendant le premier épisode de All Stars 4, elle annonce son single comique The Perfect Tuck à l'occasion de l'épisode comprenant un spectacle de variété, et elle remporte de challenge. La chanson sort le jour même. Son deuxième single, "The Face, The Body" sort le 25 janvier 2019. Le clip vidéo de son troisième single "I Call Shade" sort le 14 février 2019, clip dans lequel Peppermint apparait. Le clip a plus d'un million de vues. Son premier album, Plastic, a obtenu la neuvième place sur le Billboard Comedy chart lors de sa sortie. 
Elle apparaît dans les clips de Latrice Royale Excuse the Beauty et de Aja I Don't Wanna Brag.
Elle apparaît également dans le clip de la chanson You Need to Calm Down de Taylor Swift , sorti le 17 juin 2019, dans lequel elle est habillée en Lady Gaga. Plus tard cette année, Trinity reprend le personnage de Lady Gaga et ouvre avec Taylor Swift la cérémonie des MTV Video Music Awards de 2019. Avant de venir à cette cérémonie, Taylor Swift avait annoncé qu'elle ne s'y produirait pas si les figurant·e·s du clip ne recevaient pas de prix gravé de leur nom pour leur participation dans "You Need To Calm Down". Lors de cette même soirée Trinity reçu le prix de Vidéo de l'Année, et un Moon Man award. Le 29 novembre 2019, Trinity sort un single promotionnel pour les fêtes, appelé "Trinity Ruins Christmas".

### Évènements
Trinity performe lors de l'évènement Drag Race Superstars le 15 août 2019 à Montréal lors de la fierté montréalaise.

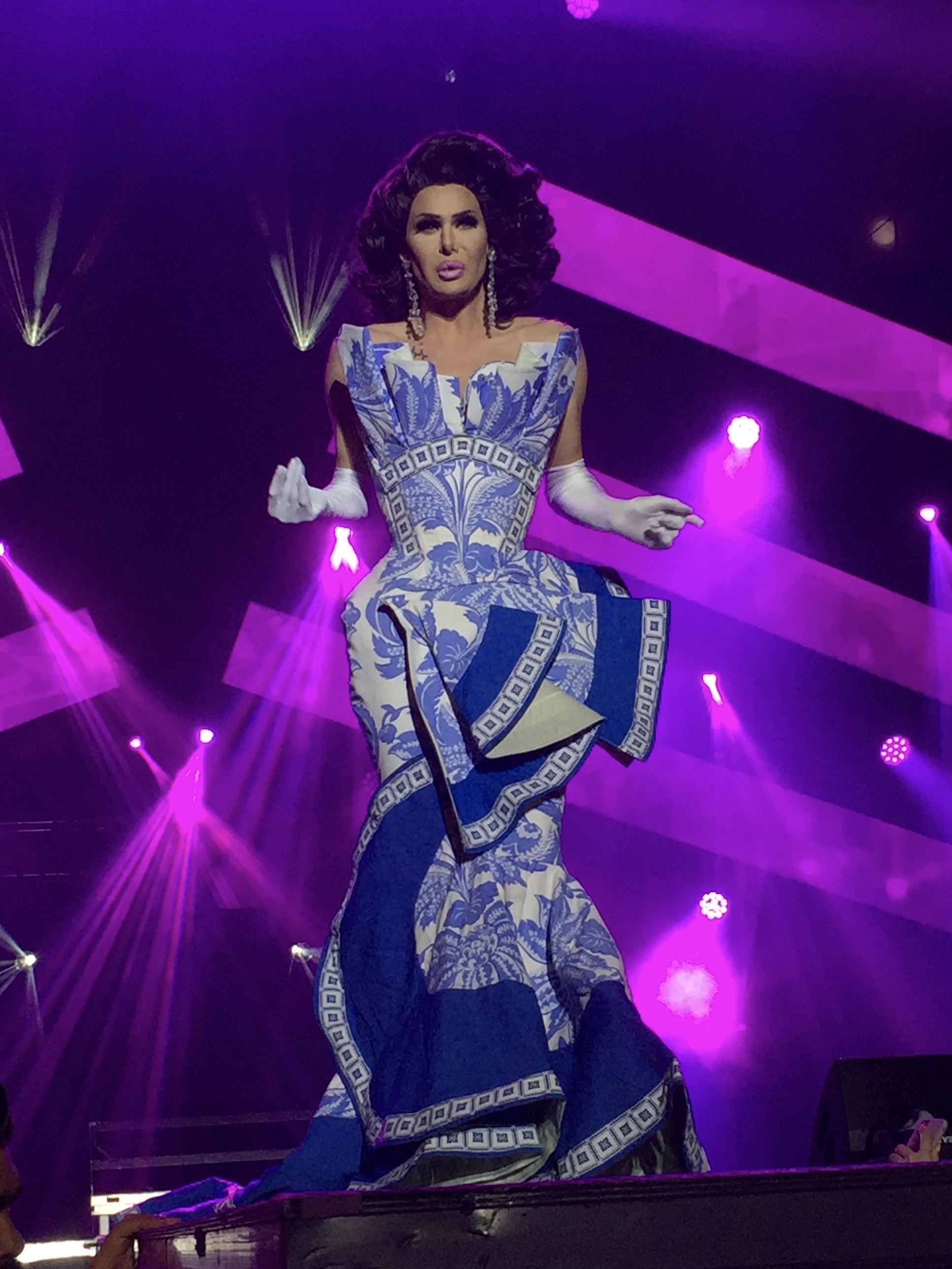
Trinity the Tuck performant sur scène à l'occasion de l'évènement Drag Race Superstars le 15 août 2019 au parc des Faubourgs à Montréal

## Vie privée
Elle vit actuellement à Orlando, en Floride, avec son petit ami. Elle a subi des opérations de chirurgie plastique, notamment le recollement de ses oreilles et une rhinoplastie, par Michael Salzhauer "Dr Miami". Le 31 mars 2021, elle fait son coming-out trans non binaire et annonce utiliser des pronoms neutre et féminin (she/they).

## Filmographie

### Télévision
| Année   | Titre                                   | Rôle           | Notes     |
| ------- | --------------------------------------- | -------------- | --------- |
| 2017    | RuPaul's Drag Race, saison 9            | Elle-même      | Candidate |
| 2018–19 | RuPaul's Drag Race: All Stars, saison 4 | Elle-même      | Candidate |
| 2019    | Botched                                 | Elle-même      |           |
| 2019    | AJ and the Queen                        | Danielle Dupri |           |
| 2022    | RuPaul's Drag Race: All Stars, saison 7 | Elle-même      | Candidate |

### Web-séries
| Année     | Titre                        | Rôle      | Notes                 |
| --------- | ---------------------------- | --------- | --------------------- |
| 2016 –... | Talking with The Tuck        | Elle-même | En cours de diffusion |
| 2017      | RuPaul's Drag Race: Untucked | Elle-même | Saison 9              |
| 2018      | WOWPresents                  | Elle-même |                       |
| 2018      | Hey Qween                    | Elle-même | 1 épisode             |
| 2018      | Cosmopolitan                 | Elle-même | Cosmo Queens          |